# Odiellus carpetanus
Espèce
Synonymes
- Lacinius carpetanus Rambla, 1959

Odiellus carpetanus est une espèce d'opilions eupnois de la famille des Phalangiidae.

## Répartition
Cette espèce est endémique d'Espagne. Elle se rencontre dans la sierra de Guadarrama.

## Description
La femelle holotype mesure 8,5 mm et le mâle paratype 7,5 mm.

## Systématique et taxinomie
Cette espèce a été décrite sous le protonyme Lacinius carpetanus par Rambla en 1959. Elle est placée dans le genre Odiellus par Sánchez-Cuenca et Prieto en 2014.

## Publication originale
- Rambla, 1959 : « Contribuciones al Estudio de los Opiliones de la fauna Iberica. Opiliones de la Sierra de Guadarrama. » Publicaciones del Instituto de Biologia Aplicada, vol. 29, p. 59–110.